# 太市站

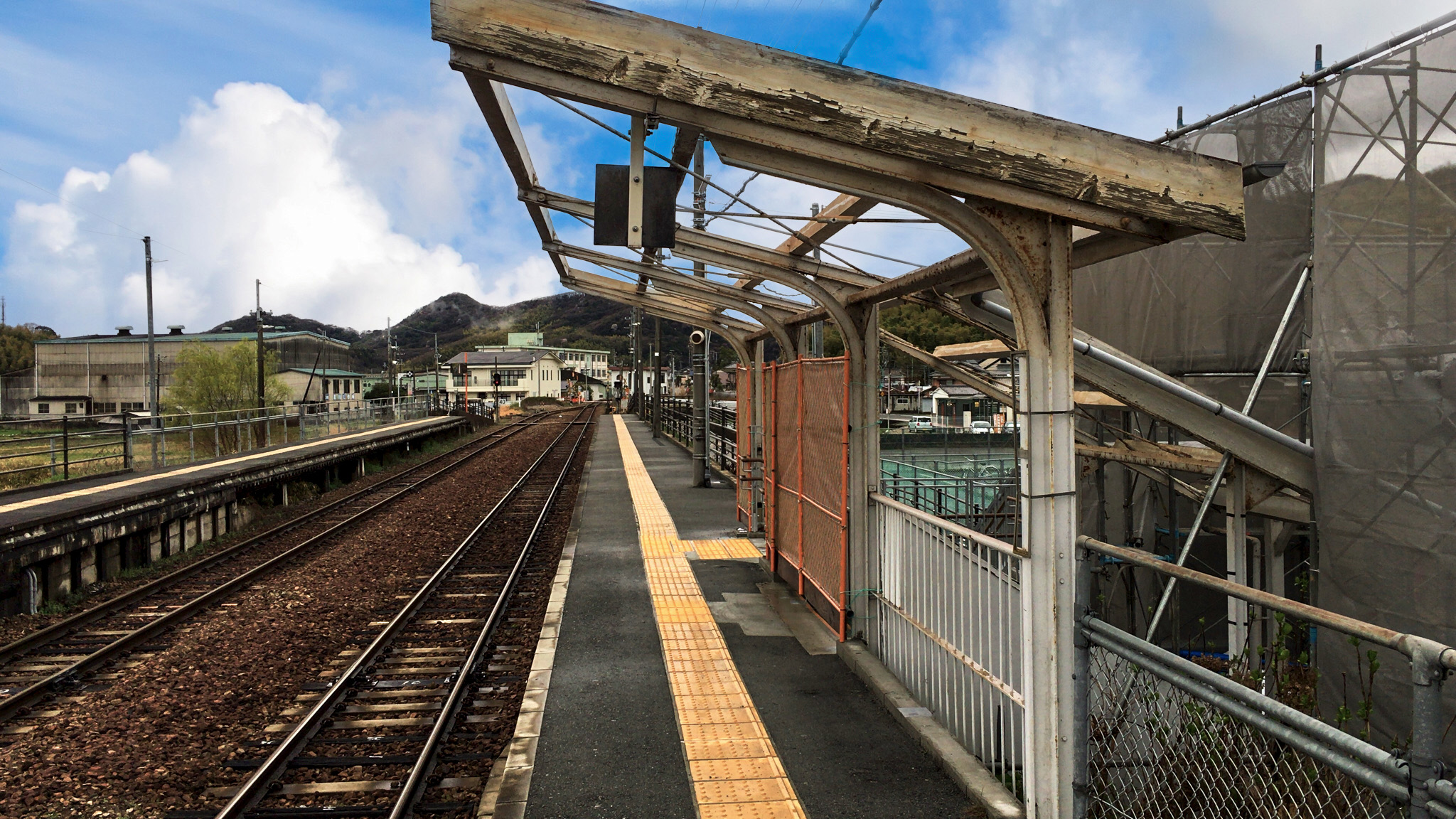
月台(2021年3月)

太市站（日语：／ Ōichi eki */?）是位於兵庫縣姬路市，是西日本旅客鐵道（JR西日本）的姬新線車站。

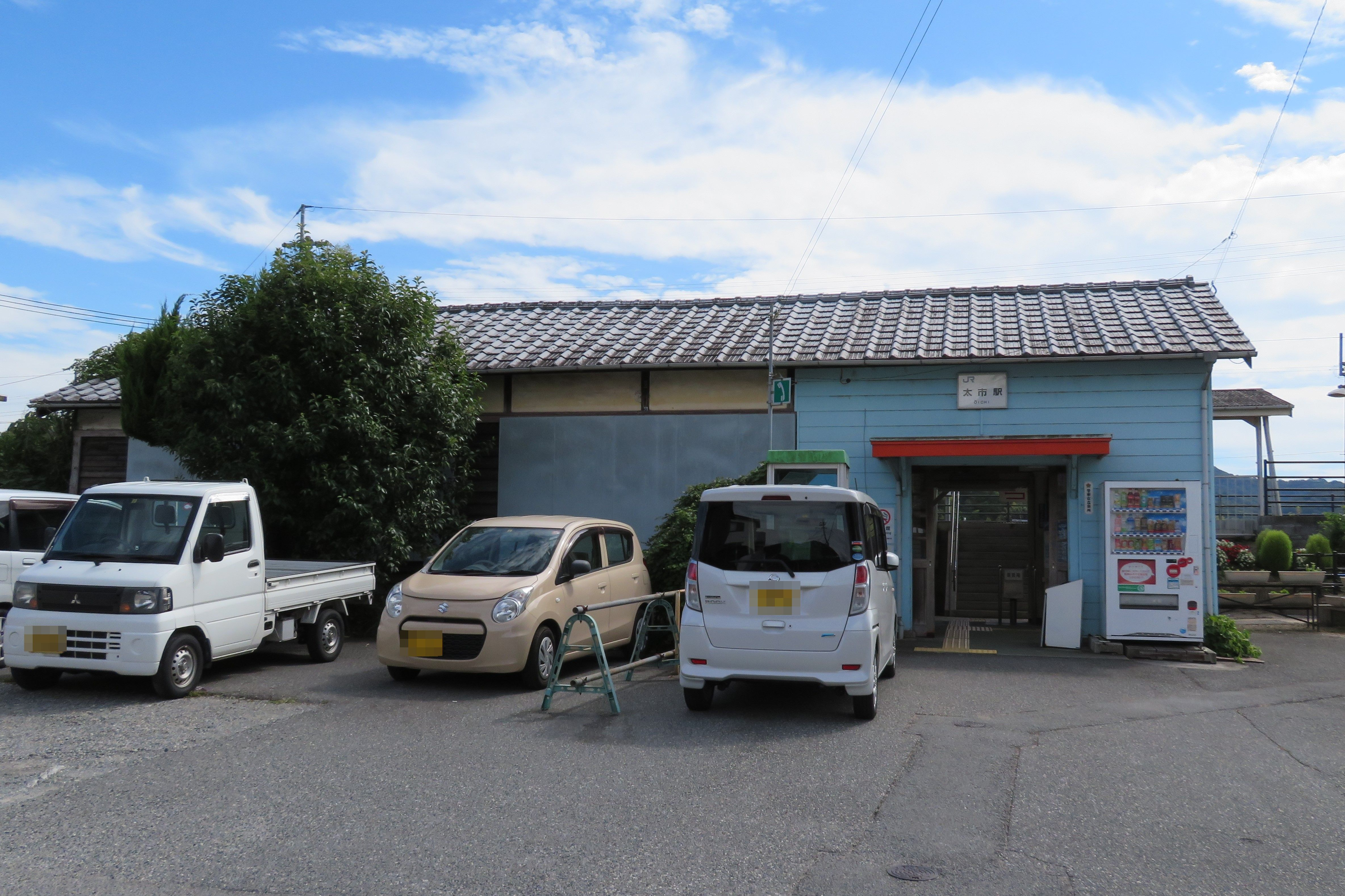
已拆卸的舊站房（2019年）

## 車站構造
現時使用中的站房為第二代，採用簡易模式設計，以全水泥建成。基本上其設計有如一個開放式的售票亭，一座簡易式自動售票機置於水泥牆之後，前端放置一對供出、入專用的IC卡讀卡器，左邊為候車空間，僅此而已。
由於原來的第一代站房設有電話亭及洗手間等公共設施，拆卸後相關設施亦遭撤去，結果引來地區人士的不滿，後來，姬路市的地元公司關西陸運向JR西日本提出購買站站房用地，並建成了一座兩層高的建築物作為其新本社，並將地下闢作為公共空間，設置全日開放的洗手間及設有座椅的有蓋候車空間，使過往舊站房的大部份功能皆全新恢復。

### 第一代站房
車站大樓在啟用時已經位於靠近姬路方向月台側，大樓為一座木造建築物，內部設有候車室和無人化時已停用售票處。車站大樓設有直立式自動售票機（可支援IC卡及為IC卡增值），此站沒有自動閘機，但是設有IC卡專用簡易閘機。

### 月台配置
設有2面2線的側式月台，可作列車交會。
此站是由姬路鐵道部管理的無人車站。月台位於較高位置，因此車站大樓與月台之間設有斜道與樓梯。另外，兩月台之間設有站內平交道連接，該平交道靠近本龍野一方。在2010年，位於站內的廁所是男女共用，在截至2016年，廁所變成男女分開至兩所。

### 月台
| 月台 | 路線   | 上下行 | 方向     |
| ---- | ------ | ------ | -------- |
| 1    | 姬新線 | 下行   | 佐用方向 |
| 2    | 姬新線 | 上行   | 姬路方向 |

※月台上沒有月台編號標。但是在車站自動廣播中會提及月台編號。靠近車站大樓的月台為2號月台。

## 歷史
- 1931年12月23日 - 姬津線余部站至東觜崎站之間開業，此站啟用[1]。
- 1934年11月28日 - 隨著姬津西線開業，姬津線改名為姬津東線，此站成為姬津東線車站。
- 1936年：

- 4月8日：姬路站至東津山站之間全線開通，姬津東線成為姬津線一部分，此站成為姬津線車站。
- 10月10日：姬津線編入至姬新線一部分，此站成為姬新線車站。

- 1986年11月1日：成為無人車站。
- 1987年4月1日：伴隨國鐵分割民營化，車站由西日本旅客鐵道（JR西日本）營運。
- 2016年3月26日：此站可使用IC卡「ICOCA」[3]。站內設置了IC卡專用簡易閘機。
- 2021年：

- 3月21日：第一代站房拆卸，改採用簡易車站模式，採用簡易式暨開放式站房。

- 10月：關西陸運 （页面存档备份，存于）向JR西日本舊站房購買舊站房用地，並建成具多用途功能的新本社，其中地下設有洗手間、候車室及咖啡室[5]。[2]
- 2022年春：預計站前廣場整備完成[4]。

## 車站周邊
在姬新線向余市一方會越過大津茂川。在車站北邊設有山陽自動車道山陽姬路西交匯處，直線距離為500米。車站周邊盛產筍。
- 姬路市立太市小學（日语：姫路市立太市小学校）
- 太市郵局
- JA兵庫西（日语：兵庫西農業協同組合）太市分店
- 破磐神社

## 使用狀況
根據「兵庫縣統計書」，2018年（平成28年）度1日平均乘車人次為397人。
以下為近年1日平均乘車人次列表。
| 年度   | 1日平均 乘車人次 |
| ------ | ---------------- |
| 2000年 | 419              |
| 2001年 | 396              |
| 2002年 | 361              |
| 2003年 | 391              |
| 2004年 | 392              |
| 2005年 | 398              |
| 2006年 | 385              |
| 2007年 | 401              |
| 2008年 | 379              |
| 2009年 | 370              |
| 2010年 | 401              |
| 2011年 | 424              |
| 2012年 | 394              |
| 2013年 | 404              |
| 2014年 | 390              |
| 2015年 | 374              |
| 2016年 | 383              |
| 2017年 | 395              |
| 2018年 | 397              |
| 2019年 | 398              |

## 相鄰車站
西日本旅客鐵道（JR西日本）
 姬新線
余部－（余部信號站）－太市－本龍野

## 注腳
1. 1 2 3 4 5 6 7 8  . 神戸新聞総合出版センター. 2011-12-15: 168. ISBN 9784343006028 （日语）.
2. 1 2 3  コスト削減で新駅舎がシンプル化...立ち上がった地元企業が『駅前に本社を新築して乗客に開放』！？ローカル駅めぐる街づくり （页面存档备份，存于），毎日放送，2022年3月25日。
3. ↑   (PDF) (新闻稿). 西日本旅客鉄道. 2015年12月18日  [2016-03-26]. （原始内容存档 (PDF)于2016-03-05） （日语）.
4. 1 2   (PDF) (新闻稿). 西日本旅客鉄道. 2021-03-08  [2021-03-08]. （原始内容 (PDF)存档于2021-03-08） （日语）.
5. ↑  . 神戸新聞. 2021-10-31  [2022-03-11]. （原始内容存档于2021-11-03）.
6. ↑  兵庫県統計書 （页面存档备份，存于）（日語）

## 外部連結
- 太市｜車站資訊：JR出門網 - 西日本旅客鐵道（日語）